# Amy Coney Barrett
Amy Vivian Coney Barrett (New Orleans, Louisiana, 28 januari 1972) is een rechter (Associate Justice) bij het Amerikaans hooggerechtshof, een voormalig rechter aan het Hof van Beroep voor het 7e circuit en voormalig hoogleraar rechten aan de rechtenfaculteit van de Universiteit van Notre Dame.

## Opleiding en carrière
Barrett rondde in 1990 haar middelbare school af aan de St. Mary's Dominican High School in New Orleans. In 1994 behaalde ze magna cum laude een Bachelor of Arts in Engelse literatuur aan Rhodes College, waar ze lid was van de studentenvereniging Phi Beta Kappa. In 1997 promoveerde ze in de rechten aan de rechtenfaculteit van de Universiteit van Notre Dame, waar ze tevens executive editor was van Notre Dame Law Review.
Na haar afstuderen was Barrett medewerker van rechter Laurence Silberman bij het Hof van Beroep voor het circuit van het District of Columbia. Daarna was ze een jaar medewerker van rechter Antonin Scalia bij het Hooggerechtshof van de Verenigde Staten (1998-1999) en advocaat bij Miller, Cassidy, Larroca & Lewin in Washington D.C. (1999-2002).
In 2002 begon Barrett als docent aan de rechtenfaculteit van haar alma mater de Universiteit van Notre Dame, waar ze in 2010 werd benoemd tot hoogleraar in de rechten. Ook als rechter handhaaft Barrett een docerende taak aan de universiteit.
Barrett is lid van de Federalist Society, een organisatie van conservatieven en libertariërs die een tekstualistische en originalistische interpretatie van de Amerikaanse grondwet voorstaat.

## Federaal rechter
Op 8 mei 2017 werd Barrett door president Trump voorgedragen als rechter aan het Hof van Beroep voor het 7e circuit, als opvolger van John Daniel Tinder die in februari 2015 met pensioen was gegaan. Haar hoorzitting bij de senaat was op 6 september 2017, waar senator Dianne Feinstein haar (op omstreden wijze) bevroeg over de invloed die haar katholieke geloof zou hebben op haar beslissingen als rechter. Op basis van een publicatie van Barrett uit 1998 waarin zij ervoor pleitte dat katholieke rechters zich in sommige gevallen zouden moeten onthouden bij zaken waarbij de doodstraf opgelegd zou worden, vanwege morele bezwaren tegen de doodstraf. Barrett antwoordde toen dat het nooit passend is voor een rechter om haar persoonlijke overtuiging op de wet toe te passen. Uiteindelijk stemde de juridische commissie langs partijlijnen om een positief advies af te geven aan de senaat en op 31 oktober 2017 stemde de senaat in met haar bevestiging, waarna ze op 2 november werd benoemd.

## Hooggerechtshof
Barrett werd genoemd als een kanshebber voor de nominatie van president Donald Trump voor de vacature in het Amerikaanse hooggerechtshof als opvolger van Anthony Kennedy in 2017. Trump koos toen uiteindelijk voor Brett Kavanaugh. Op 26 september 2020 werd Barrett door Trump voorgedragen als opvolger van Ruth Bader Ginsburg in het hooggerechtshof. Op 26 oktober 2020 werd Barretts nominatie bevestigd door de Senaat met 52 stemmen voor en 48 stemmen tegen.

## Persoonlijk
Amy Vivian Coney trouwde met Jesse M. Barrett, anno 2018 Assistant United States Attorney voor het noordelijk district van Indiana. Het echtpaar heeft zeven kinderen, van wie twee geadopteerd.

## Trivia
De voordrachtsceremonie in de rozentuin van het Witte Huis zou later het eerste Super Spread Event van de COVID-19-uitbraak in het Witte Huis blijken. Barrett zelf had een paar maanden eerder COVID-19 gehad en was zodoende immuun.

## Gedeeltelijke bibliografie
- Barrett, Amy Coney (2017). Originalism and Stare Decisis (pdf). Notre Dame Law Review 92 (5): 1921–44.  Gearchiveerd van origineel op 15 september 2017.
- Garvey, John H. (1998). Catholic Judges in Capital Cases (pdf). Marquette Law Review 81: 303–50.  Gearchiveerd van origineel op 21 september 2017.

Samuel Alito · Amy Coney Barrett · Neil Gorsuch · Ketanji Brown Jackson · Elena Kagan · Brett Kavanaugh · John Roberts · Sonia Sotomayor · Clarence Thomas